# 日尾山
日尾山（ひおやま）
1. 山口県長門市と萩市との境にある山。本項で詳述。
2. 山口県萩市にある標高320mの山。

日尾山（ひおやま）は、山口県長門市三隅地区と萩市三見地区の境にある山である。標高は520.9m。
この山は長門・萩地域の海に面した山ではかなり高いがテレビ・ラジオの送信所はない。その代わり、NTT・国土交通省・県・中国電力等の中継塔設備がある。
国道191号の萩・三隅それぞれの境となる〝鎖峠〟（くさりとうげ）の三隅側に登山用の道はあるが、NTTによって「登山禁止」の看板が出ている。
テレビ・ラジオの中継は萩地域は田床山、長門地域は矢ヶ浦岳で行っている。